# Antiblemma albipunctata
Antiblemma albipunctata är en fjärilsart som beskrevs av Druce 1900. Antiblemma albipunctata ingår i släktet Antiblemma och familjen nattflyn. Inga underarter finns listade i Catalogue of Life.